# Ignaz Rieder
Ignaz Rieder (ur. 1 lutego 1858 w Großarl, zm. 8 października 1934 w Salzburgu) – austriacki duchowny katolicki, biskup pomocniczy Salzburga 1911-1918 i arcybiskup Salzburga 1918-1934.

## Życiorys
Święcenia kapłańskie otrzymał 17 lipca 1881.
2 stycznia 1911 papież Pius X mianował go biskupem pomocniczym Salzburga. 19 marca 1911 z rąk arcybiskupa Johannesa Katschthalera przyjął sakrę biskupią. 
12 kwietnia 1918 objął obowiązki arcybiskupa Salzburga. Funkcję sprawował aż do śmierci.